# Jüdischer Friedhof Berlin-Weißensee
Der Jüdische Friedhof Berlin-Weißensee (früher auch Israelitischer Friedhof) ist ein 1880 angelegter Begräbnisplatz der Jüdischen Gemeinde zu Berlin. Er ist mit rund 42 Hektar (etwa 1,0 km lang und 0,5 km breit) der flächenmäßig größte erhaltene jüdische Friedhof Europas mit fast 116.000 Grabstellen. Seit den 1970er Jahren steht er unter Denkmalschutz.

## Geographie und Anlage

### Lage

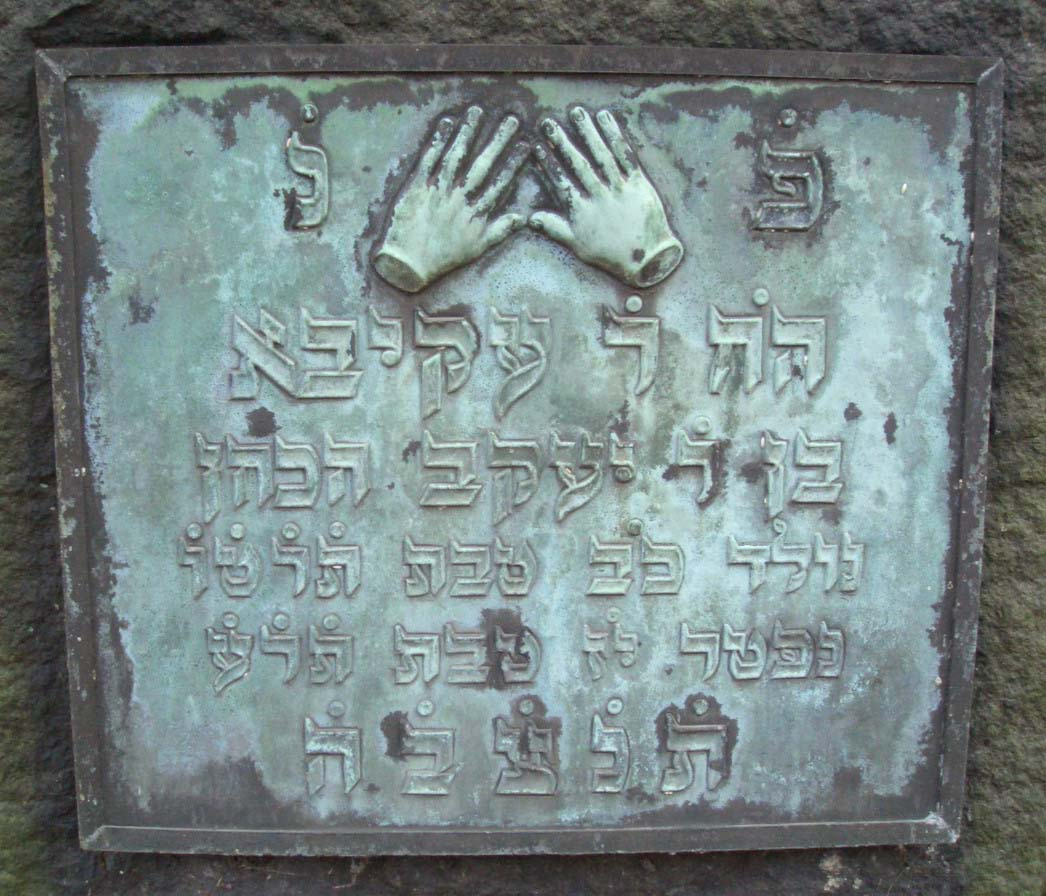
Bronzerelief auf der Rückseite des Grabsteins für Emil Cohn (1855–1909), einen Kohen

Der Friedhof liegt im Ortsteil Weißensee des Berliner Bezirks Pankow. Der Eingang befindet sich am Ende der Herbert-Baum-Straße, einer Querstraße der Berliner Allee. Ein zweiter, 1924 von der Lichtenberger Straße (seit 1985: Indira-Gandhi-Straße) her eingerichteter Eingang ist geschlossen. Die Indira-Gandhi-Straße begrenzt den Friedhof im Osten entlang der Bezirksgrenze zu Lichtenberg, die im Südosten der Straße 106 folgt. Nach Südwesten bildet die Ortsteilgrenze zu Prenzlauer Berg in der Verlängerung der Gürtelstraße den Friedhofsrand mit der umgebenden Mauer. Mit dem Verlauf der Ortsteilgrenze grenzt das Komponistenviertel an; geradlinig verläuft die Friedhofsgrenze hinter den (geraden) Grundstücken der Puccinistraße bis an den Haupteingang, an die Grenze zum St. Hedwig-Friedhof Weißensee. Die Friedhofsmauer liegt hinter den südlichen Grundstücken der Chopinstraße. Hinter den Gebäuden der ehemaligen Spreequell-Brauerei (Mineralwasserabteilung) erreicht die Friedhofsmauer nach Südosten wiederum die Indira-Gandhi-Straße.
Die Straßen trugen bei der Anlage des Friedhofs andere Namen: die Herbert-Baum-Straße hieß Lothringenstraße und der Friedhofseingang trug die Hausnummer 22, die Indira Gandhi-Straße hieß Lichtenberger Straße.
Eine Ecke im Norden des Friedhofs, die das ursprüngliche Rechteck abschneidet, wurde für die geplante Verlängerung der Kniprodestraße beansprucht und freigehalten, aber in der späten DDR-Zeit aus den Planungen herausgenommen.

### Beschreibung
Die Grabstellen bedecken den größten Teil des Friedhofs. Eine 2,7 Kilometer lange Friedhofsmauer aus Ziegelstein wurde mit Gründung des Friedhofs 1880 begonnen, 1910 erweitert und nach Kriegsende 1945 ergänzt. Im südlichen und westlichen Teil befinden sich an der Friedhofsmauer repräsentative Grabstätten und Mausoleen. Die östliche Begrenzung mit Grabstätten von 1940 und 1941 liegt unmittelbar an den Parzellen der dortigen Kleingartenkolonie. Entlang der Indira-Gandhi-Straße wurde 1983 bis 1984 eine neue Friedhofsumfassung errichtet. Auf den Betonelementen befinden sich zur Straßenseite hin Menora-Symbole. Einige Durchbrüche mit Metallgittern ermöglichen die symbolische Verbindung zwischen Friedhof und Außenwelt. Der Entwurf für diese Friedhofsbegrenzung stammt vom Architekten Gerd Pieper. Über die Abteilungen verteilt sind zahlreiche Mausoleen und Grüfte sowie repräsentative Grabstätten auf dem Friedhof vorhanden. Unter den Grabmalen befinden sich viele Monumente, die renommierte Architekten wie Walter Gropius (Grab Albert Mendel, 1922/23), Ludwig Mies van der Rohe (Grab Perls, 1919) oder Ludwig Hoffmann (Grab Eugen Panowsky) gestalteten.
Die ab den 1980er Jahren angelegten Grabstätten befinden sich links hinter der Trauerhalle; hier existiert auch ein Urnenfeld. Eine neue Abteilung liegt links von der Hauptachse zur Indira-Gandhi-Straße hin an der Ecke zur Chopinstraße. Hier befinden sich auch Gräber jüdischer Migranten.
Die Anlage des Friedhofs sowie die meisten Gebäude gehen auf den Entwurf des Architekten Hugo Licht (1841–1923) zurück. Die Gräber sind in 120 gitterförmigen Grabfeldern angeordnet, die unterschiedliche streng geometrische Formen wie Rechtecke, Dreiecke oder Trapeze haben. Die Felder sind alphabetisch und mit Nummern gekennzeichnet, von A1 am Haupteingang bis P5 am südlichen Rand. Das Gelände des Friedhofs ist weitestgehend mit Bäumen bestanden und gilt als Gartendenkmal. Etliche Grabfelder, besonders im rechten Friedhofsteil vom Hauptweg aus, sind mit Efeu bedeckt, der auch nicht entfernt werden soll. Es gibt nur wenige Bereiche ohne belegte Abteilungen. Entsprechend der jüdischen Tradition werden Gräber nicht wieder belegt, sondern sie gelten bis zum Jüngsten Gericht als Begräbnisflächen.

### Bauten auf dem Friedhof

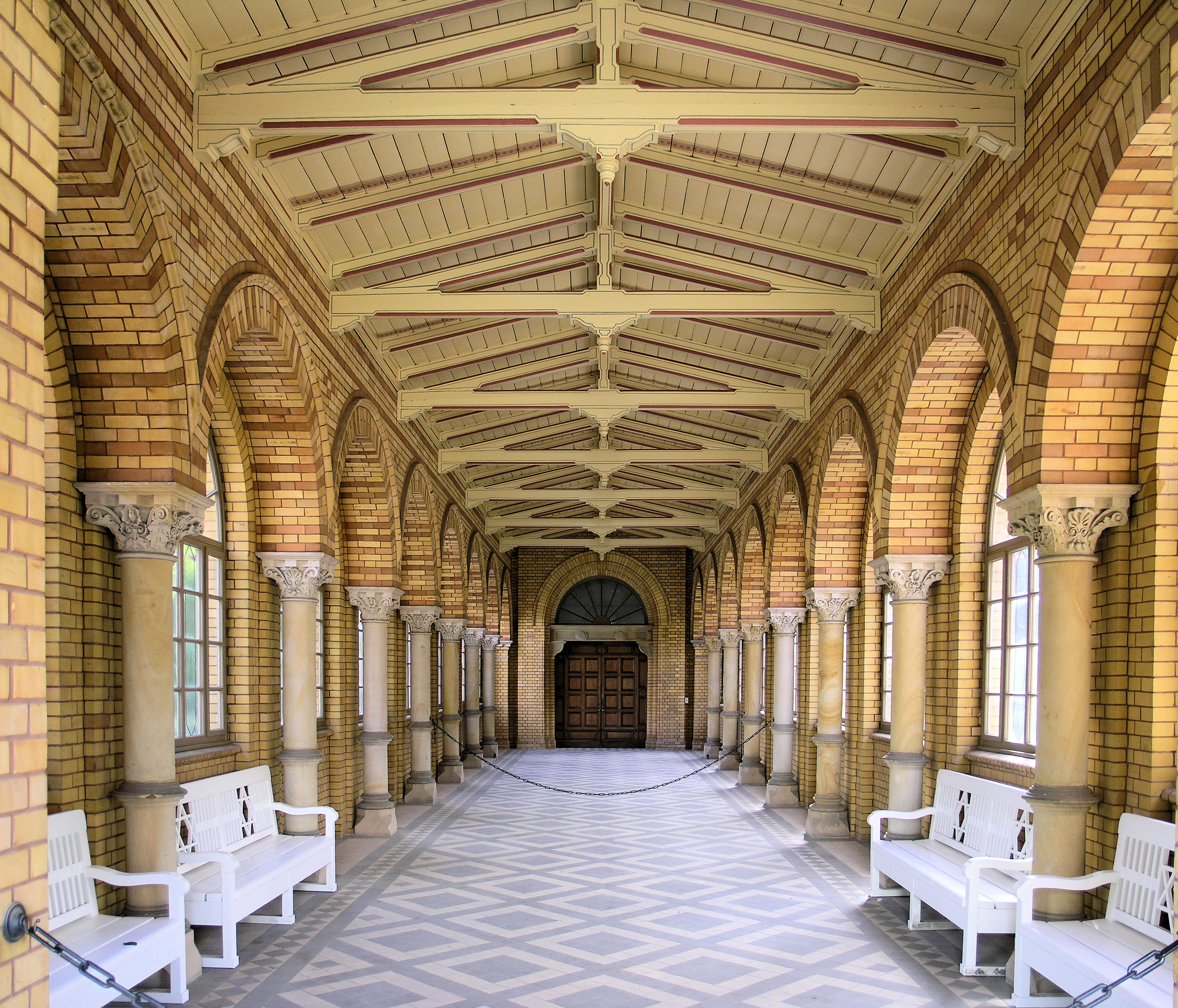
Zugang zur Trauerhalle

Das Gebäudeensemble am Haupteingang des Friedhofs wie auch die Friedhofsmauer an dieser Stelle sind im Stil der italienischen Neorenaissance aus gelben Ziegeln erbaut. Die Bauwerke im Eingangsbereich werden von zweigeschossigen Flachbauten flankiert. Im rechten ist die Friedhofsverwaltung mit dem bedeutenden Archiv untergebracht und links das Taharahaus. Beide Gebäude sind durch Arkadengänge miteinander und mit der Trauerhalle verbunden. Diese liegt vom Eingang aus gesehen hinter den Arkadengängen und überragt die anderen Gebäude. Die Trauerhalle ist ein quadratischer Zentralbau mit drei rechteckigen Anbauten und einer halbrunden Apsis, die von einem achteckigen Tambour überwölbt wird. Die genannten Gebäude umschließen einen quadratischen Hof.
Eine 1910 erbaute zweite Trauerhalle mit Nebengebäuden im hinteren Teil des Friedhofs sowie die große Friedhofsgärtnerei wurden im Zweiten Weltkrieg zerstört. Die Ruinen wurden um 1980 abgetragen, ein hügeliges Feld lässt noch den früheren Standort erkennen.

### Gedenkstätten
Direkt am Eingangsbereich, hinter dem prächtigen schmiedeeisernen Portal aus der Kunstschmiede von Marcus Fabian, befindet sich eine Anlage zum Gedenken an die sechs Millionen Opfer des Holocaust. In der Mitte des Rondells steht ein zentraler Gedenkstein der Jüdischen Gemeinde zu Berlin mit folgender Inschrift:

„Gedenke Ewiger was uns geschehen. Gewidmet dem Gedächtnis unserer ermordeten Brüder und Schwestern 1933 – 1945 und den Lebenden die das Vermächtnis der Toten erfüllen sollen.“

Der Gedenkstein ist kreisförmig von weiteren liegenden Steinen mit den Namen von Konzentrationslagern umgeben.
Rechts neben den Gebäuden des Eingangsbereiches beginnt die Ehrenreihe, die Gräber von bedeutenden Persönlichkeiten der jüdischen Gemeinde Berlins enthält. Hier steht auch der Grabstein des Widerstandskämpfers gegen den Nationalsozialismus Herbert Baum. Die Leiche Baums wurde 1949, nachdem sein Grab gefunden und die Leiche exhumiert worden war, hier bestattet. Auf der Rückseite des Grabsteins sind die Namen von 27 weiteren Mitgliedern der Herbert-Baum-Gruppe aufgeführt, die 1942/1943 hingerichtet worden sind. Die Straße zum Eingang des Friedhofs trägt seit 1951 den Namen Herbert-Baum-Straße.
Auf dem Friedhof befinden sich auch 1650 Gräber von Juden, die sich während des Naziregimes das Leben nahmen. In der Abteilung VII besteht ein Urnenfeld mit der Asche von 809 in Konzentrationslagern ermordeten Juden. Auf vielen anderen Grabsteinen findet man die Namen von Opfern des Holocaust; vorwiegend wird Familienangehöriger so gedacht. In der Nähe des später eröffneten zweiten Eingangs gibt es ein Ehrenmal für die jüdischen Gefallenen des Ersten Weltkriegs. Das Grabfeld mit den schlichten Gräbern wurde bereits 1914 angelegt, der monumentale Gedenkstein jedoch erst 1927 eingeweiht.

## Geschichte

### Entstehung
In der zweiten Hälfte des 19. Jahrhunderts zeichnete sich aufgrund des starken Wachstums der jüdischen Gemeinde ab, dass der Friedhof in der Schönhauser Allee, den die Berliner Jüdische Gemeinde seit 1827 nutzte, bald voll belegt sein würde. Die Gemeinde erwarb deshalb ein 42 ha großes Gelände im damaligen Berliner Vorort Weißensee. Da die Ergebnisse eines 1878 ausgeschriebenen Architekturwettbewerbs keine zufriedenstellenden Ergebnisse brachten, mussten diese mehrfach überarbeitet werden, bevor schließlich Hugo Lichts Entwurf für den Bau der Anlage den Zuschlag erhielt. Der Entwurf beinhaltete einen Lageplan des gesamten Geländes, eine Trauerhalle, ein Leichenhaus, ein Bürogebäude und die Ummauerung samt Einfahrtstor. Der Bau erfolgte 1879/80. Am 9. September 1880 wurde der Friedhof feierlich eingeweiht. Als Erster wurde am 22. September 1880 Louis Grünbaum auf dem Friedhof beerdigt.

### Kaiserzeit und Weimarer Republik

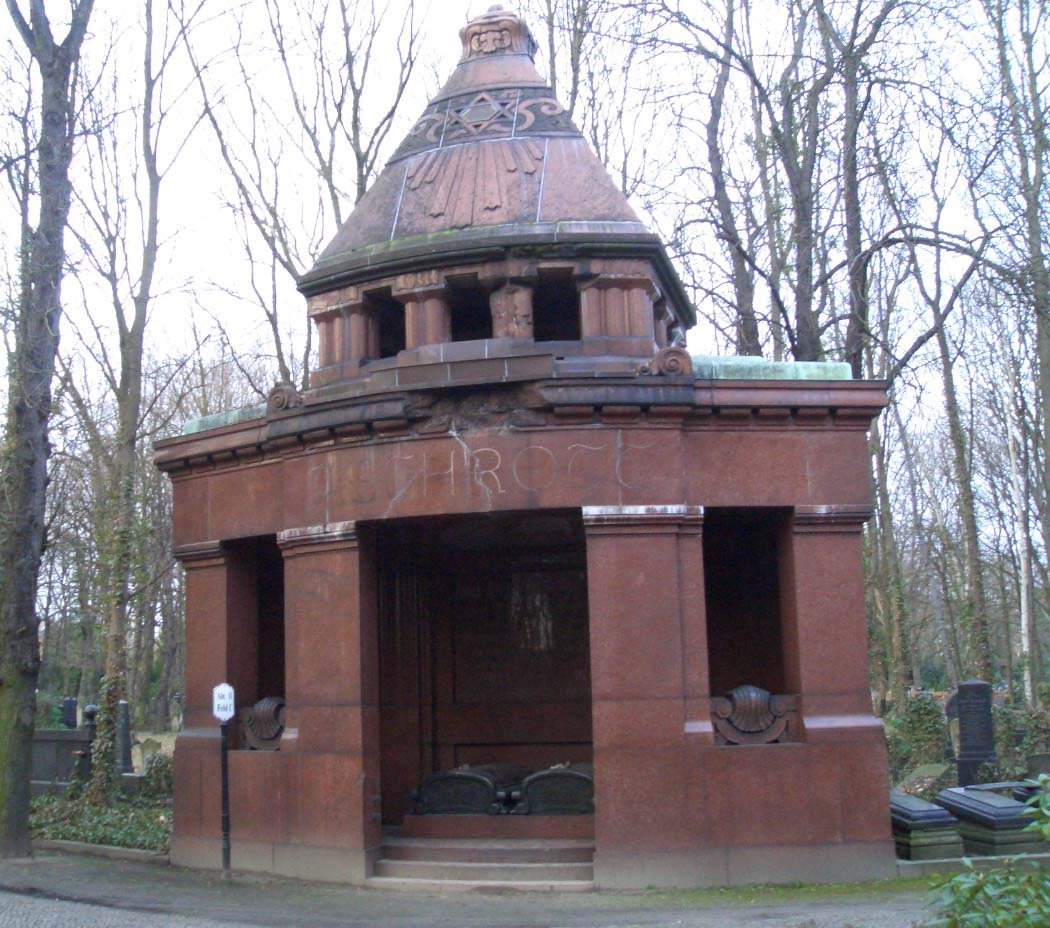
Mausoleum für Sigmund Aschrott, erbaut nach Plänen von Bruno Schmitz

Schon bei der Gründung des Friedhofs wurden die Grabstellen in Erbbegräbnisse, Wahl- und Reihenstellen eingeteilt. Zeichneten sich frühere jüdische Friedhöfe durch relativ einheitliche einfache Gräber aus, entstanden in Weißensee bald nach der Einweihung auch Prachtgrabmale von wohlhabenden Juden der Stadt, die sich der bürgerlichen Gesellschaft im Kaiserreich angepasst hatten. Dies sollte auch auf dem Friedhof zum Ausdruck kommen, wo ähnliche Grabmale wie auch auf den großen christlichen Friedhöfen der Stadt entstanden. Neben den hebräischen Inschriften tauchten auch zunehmend, manchmal sogar ausschließlich, deutsche Inschriften auf. Damit unterschied sich die jüdische Gemeinde deutlich von den orthodoxen Juden der Gemeinde Adass Jisroel, die ebenfalls 1880 den Adass-Jisroel-Friedhof in Weißensee an der nur zwei Kilometer nördlich gelegenen Wittlicher Straße anlegte. Auch Feuerbestattungen waren auf dem Weißenseer Friedhof möglich.
In der Nähe des ehemaligen Eingangs von der Lichtenberger Straße (seit den 1980er Jahren Indira-Gandhi-Straße) wurde 1914 ein Ehrenfeld angelegt, auf dem im Ersten Weltkrieg gefallene jüdische Soldaten bestattet sind. Die U-förmige Anlage entstand unter der Leitung des Reichsbaumeisters Alexander Beer und ist von einer übermannshohen Kalksteinmauer umsäumt. Die Gräber wurden in den Rasen eingebettet und sind mit Efeu überwachsen; sie tragen sehr schlichte Grabsteine. Dazwischen stehen Pappeln und Fliederhecken. Das zu diesem Zeitpunkt bereits vorgesehene Ehrenmal wurde erst 1927 aufgestellt; es entstand ebenfalls nach Plänen von Alexander Beer. Es ist ein drei Meter hoher Monolith aus Muschelkalk, der auf einem plattenbedeckten Platz der Abschlussterrasse des Ehrenfeldes steht.
In den 1920er Jahren erwarb der Berliner Magistrat eine quer über das Grundstück verlaufende Trasse für eine vom Zentrum in die nordöstlichen Stadtteile führende geplante Ausfallstraße. Auf dem Streifen wurden keine Gräberfelder angelegt.

### Zeit des Nationalsozialismus
Die Judenverfolgung in der Zeit des Nationalsozialismus hinterließ auch ihre Spuren auf dem Friedhof. Aus Verzweiflung über die Verfolgung und bevorstehende Deportationen nahmen sich viele jüdische Einwohner Berlins das Leben, was dazu führte, dass die Zahl der Bestattungen im Jahr 1942 einen Höhepunkt erreichte. Insgesamt sind auf dem Friedhof 1907 Juden begraben, die zwischen 1933 und 1945 Suizid begingen.

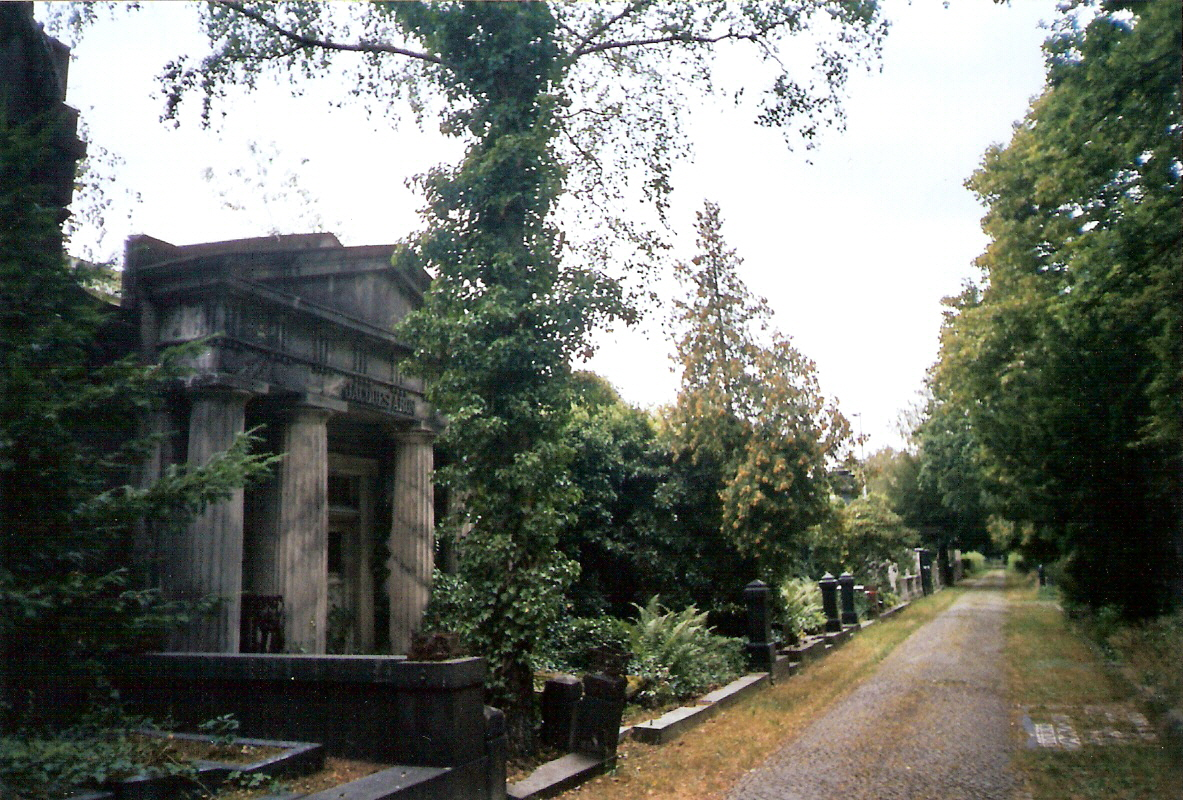
Überwuchertes Mausoleum

Im Frühjahr 1943 versteckten Mitglieder der Jüdischen Gemeinde Berlin 583 Thorarollen in der 1910 errichteten Neuen Feierhalle im Südostteil des Friedhofes. Diese wurden durch eine Brandbombe im Sommer 1943 stark beschädigt und konnten nur teilweise aus den Trümmern geborgen werden. Etwa 90 der Schriftrollen waren so stark verbrannt oder zerstört, dass sie nur noch in unmittelbarer Nähe zur Blumenhalle am Haupteingang vergraben werden konnten. Die restlichen Thorarollen wurden bis zum Ende des Krieges in einem Keller unter der Blumenhalle verwahrt und später den Synagogen in Berlin, der Bundesrepublik Deutschland und anderen Ländern Europas übergeben. An die Vernichtung des jüdischen Schriftgutes erinnert ein Gedenkstein mit einer symbolischen Beisetzung (Reihe A1):

„Hier liegen geschändete Thorarollen.“

Bis Anfang der 1940er Jahre bildete die Friedhofsgärtnerei Juden zu Gärtnern aus, damit diese sich nach ihrer beabsichtigten Auswanderung vor allem nach Palästina eine neue Existenz aufbauen konnten. In der Zeit der Deportationen bot der Friedhof auch untergetauchten Juden vorübergehend Unterschlupf. Mit den Bombenangriffen auf Berlin traf in den Jahren 1943 bis 1945 eine größere Anzahl von Bomben auch den Jüdischen Friedhof, etwa 4000 Gräber erlitten Beschädigungen; die Friedhofsgärtnerei und die Neue Feierhalle wurden weitgehend zerstört.
Dass auf der streifenförmigen Fläche, die für die Anlage der Ausfallstraße von Bestattungen freigehalten worden war, illegale Bestattungen stattgefunden hatten, kann nicht ausgeschlossen werden.
Die ausbleibende Schändung des Friedhofs durch die Nationalsozialisten und die Organisation des Friedhofs in jüdischer Selbstverwaltung (entgegen vieler anderer geschändeter oder zerstörter jüdischer Friedhöfe in Deutschland oder Europa) kann nicht abschließend geklärt werden. In dem Dokumentarfilm Im Himmel, unter der Erde von Britta Wauer wird dieser Frage nachgegangen: Nach Aussage von Hermann Simon vom Berliner Centrum Judaicum lag dies womöglich an der Größe des Friedhofs. Ein Zeitzeuge, Harry Kindermann, erklärt in dem Dokumentarfilm, dass die Nationalsozialisten an einen Golem glaubten, der auf dem Friedhof ihrer Ansicht nach gehaust habe und diesen daher gegen Angreifer verteidigt hätte:

„Dieser jüdische Friedhof war bei den Nazis in einem gewissen Aberglauben eingebettet. Das heißt, scheinbar gingen da Gerüchte rum, dass da irgendwie was nicht in Ordnung ist. Da ist so ein Geist, so ein Golem – das ist nicht ganz koscher. Und das war der Hauptgrund, warum kein Militär und keine Polizei den Friedhof betreten haben, und deshalb ist praktisch das alles erhalten geblieben. Überlegen Sie mal, wie viele jüdische Friedhöfe geschändet wurden. Hier ist überhaupt nichts passiert.“

Allerdings mussten jüdische Zwangsarbeiter auch auf dem Friedhof unter staatlicher Aufsicht Edelmetalle unter der Parole Metallspende des deutschen Volkes für die Herstellung von Kriegsgerät sammeln.

### Nach dem Zweiten Weltkrieg

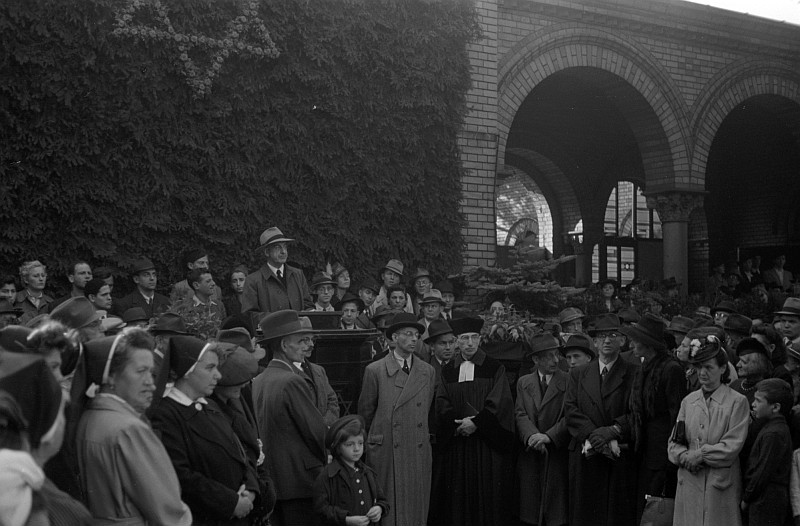
Gedenkstunde für die Jüdischen Opfer des Nationalsozialismus, 1945

Nach der Spaltung der jüdischen Gemeinde infolge der Teilung Berlins legte die West-Berliner jüdische Gemeinde 1955 den Friedhof an der Heerstraße an. Danach nutzte nur die immer kleiner werdende Ost-Berliner jüdische Gemeinde den Weißenseer Friedhof. Der Ost-Berliner Magistrat unternahm keine Anstrengungen zur Bewahrung dieses jüdischen Erbes, bis er 1977 den Friedhof als „Denkmal der Kulturgeschichte“ anerkannte. In der Folge übernahm der Magistrat die Personalkosten für die Pflege des Friedhofs und setzte das Stadtgartenamt ein. Die Wege wurden wiederhergestellt und Grabanlagen saniert. Studentengruppen und Gruppen der Aktion Sühnezeichen halfen bei der Beseitigung der gröbsten Schäden auf dem Friedhof.

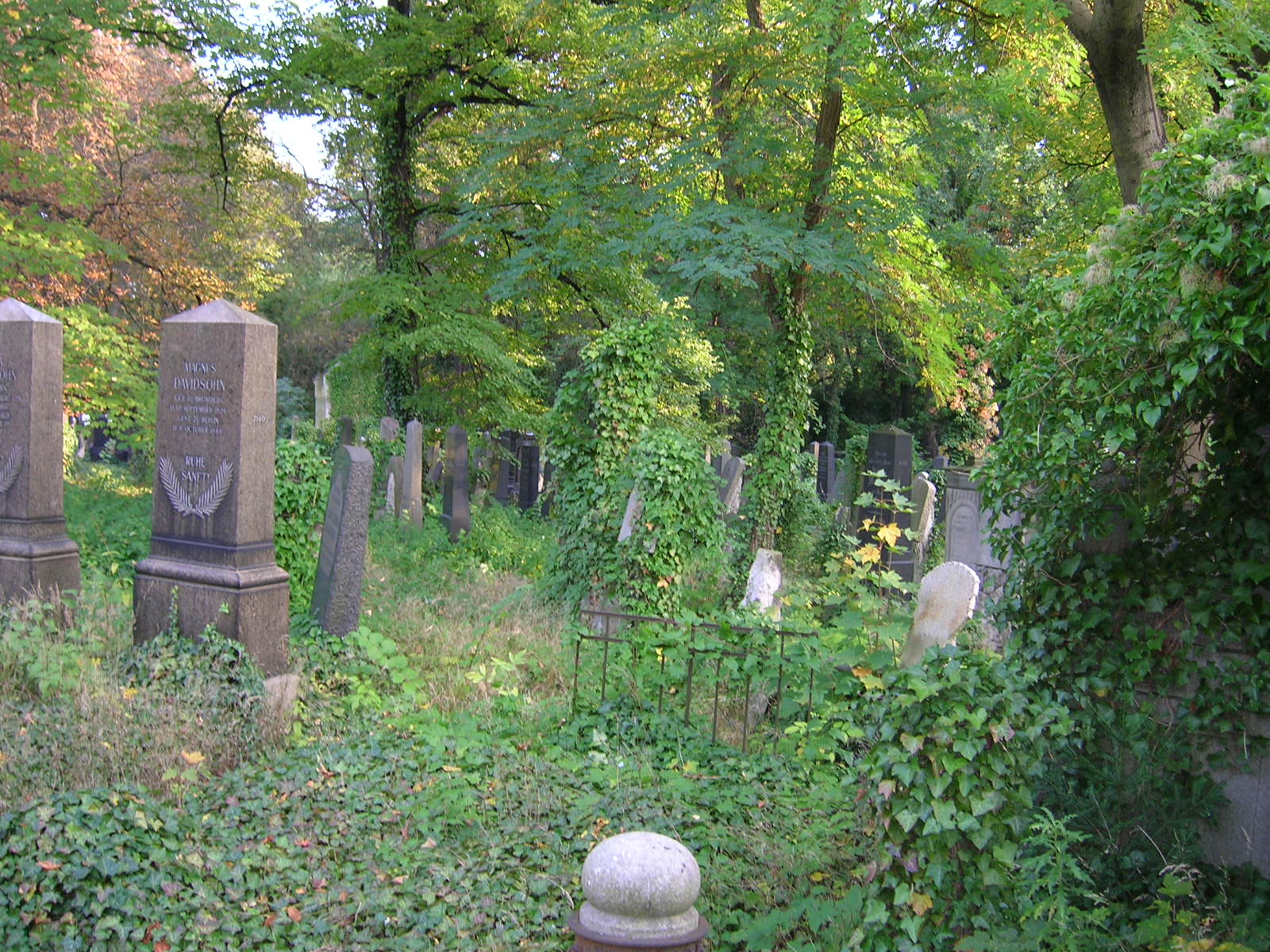
Zuwachsende Gräber, jüdische Grabstätten liegen bis zum Jüngsten Tag und kennen keinen Grabschmuck mit Blumen

In den 1970er Jahren griff Ost-Berlin die älteren Pläne für die Ausfallstraße wieder auf. Zwischen der in Artur-Becker-Straße umbenannten Kniprodestraße und der Hansastraße sollte der Verkehr über den auf dem Friedhof freigehaltenen Streifen stadtauswärts geführt werden. Die Straße hätte den Friedhof in zwei nur durch Fußgängerbrücken verbundene Teile zerschnitten. Die Ost-Berliner jüdische Gemeinde stimmte 1982 dem Plan schriftlich zu. 1986 begannen die Bauarbeiten. Bereits 1980 hatte ein Bericht in der New Yorker deutsch-jüdischen Wochenzeitung Aufbau über die üblen Zustände der jüdischen Friedhöfe in der DDR private Wiederherstellungsinitiativen in den USA und Israel für den zerstörten Ost-Berliner Adass-Jisroel-Friedhof zur Folge gehabt. Sie fanden weder von Seiten der Ost-Berliner jüdischen Gemeinde noch bei den DDR-Verantwortlichen Beachtung. Dies änderte sich ab 1985, als die Sozialistische Einheitspartei Deutschlands (SED) hauptsächlich aus außenpolitischen Gründen einen Politikwechsel gegenüber dem jüdischen Erbe in der DDR vornahm. Besonders in Ost-Berlin wirkten sich die unter internationaler Beachtung mit West-Berlin konkurrierenden Vorbereitungen auf das 1987 bevorstehende Festjahr 750 Jahre Berlin an höchster Stelle beschleunigend aus. Erich Honecker persönlich ordnete im November 1985 die Wiederherstellung des Adass-Jisroel-Friedhofs an. Im Jahr darauf musste dort das Ministerium für Staatssicherheit wegen der Gefahr von Grabschändung ein Bauvorhaben auf einem von der jüdischen Gemeinde käuflich erworbenen vormaligen Grundstücksteil des Friedhofs abbrechen. Ein Gutachten der Jerusalemer Oberrabbiner Jitzhak Kolitz (1922–2003) und Schalom Messach, das die religionsgesetzliche Unversehrtheit der dortigen Gräber bestätigte, hatte dazu beigetragen. Inzwischen registrierte die SED auch im In- und Ausland aus dem gleichen Grund Proteste gegen den Straßenbau auf dem Friedhof Weißensee. Ab Juni 1986 hatte in der DDR die Oppositionsgruppe Frauen für den Frieden mit Protestaktionen, Arbeitseinsätzen auf dem Friedhof und durch Öffentlichkeitsarbeit auf den Straßenbau aufmerksam gemacht. Stefan Heym protestierte in einem Brief an Klaus Gysi, den Staatssekretär für Kirchenfragen, gegen den Straßenbau durch den Friedhof, „weil meine Angehörigen dort liegen und weil in absehbarer Zeit auch ich dort einziehen werde“. Im Hinblick auf den möglichen „Vorwurf einer Grab- und Friedhofsschändung durch gewisse imperialistische Kreise der BRD, der USA und Israels“, die dadurch „Zweifel in die antifaschistische Grundhaltung unserer Staatspolitik“ wecken wollen, empfahl der zuständige SED-Funktionär Rudi Bellmann Ende September 1986 zukünftig alles zu vermeiden, was „der Wirkung gegnerischer Verleumdungen und Entstellungen Nahrung geben könnte.“ Im Oktober 1986 ordnete Honecker die Beendigung der Bauarbeiten an. Somit ist der Friedhof als Einheit erhalten geblieben.

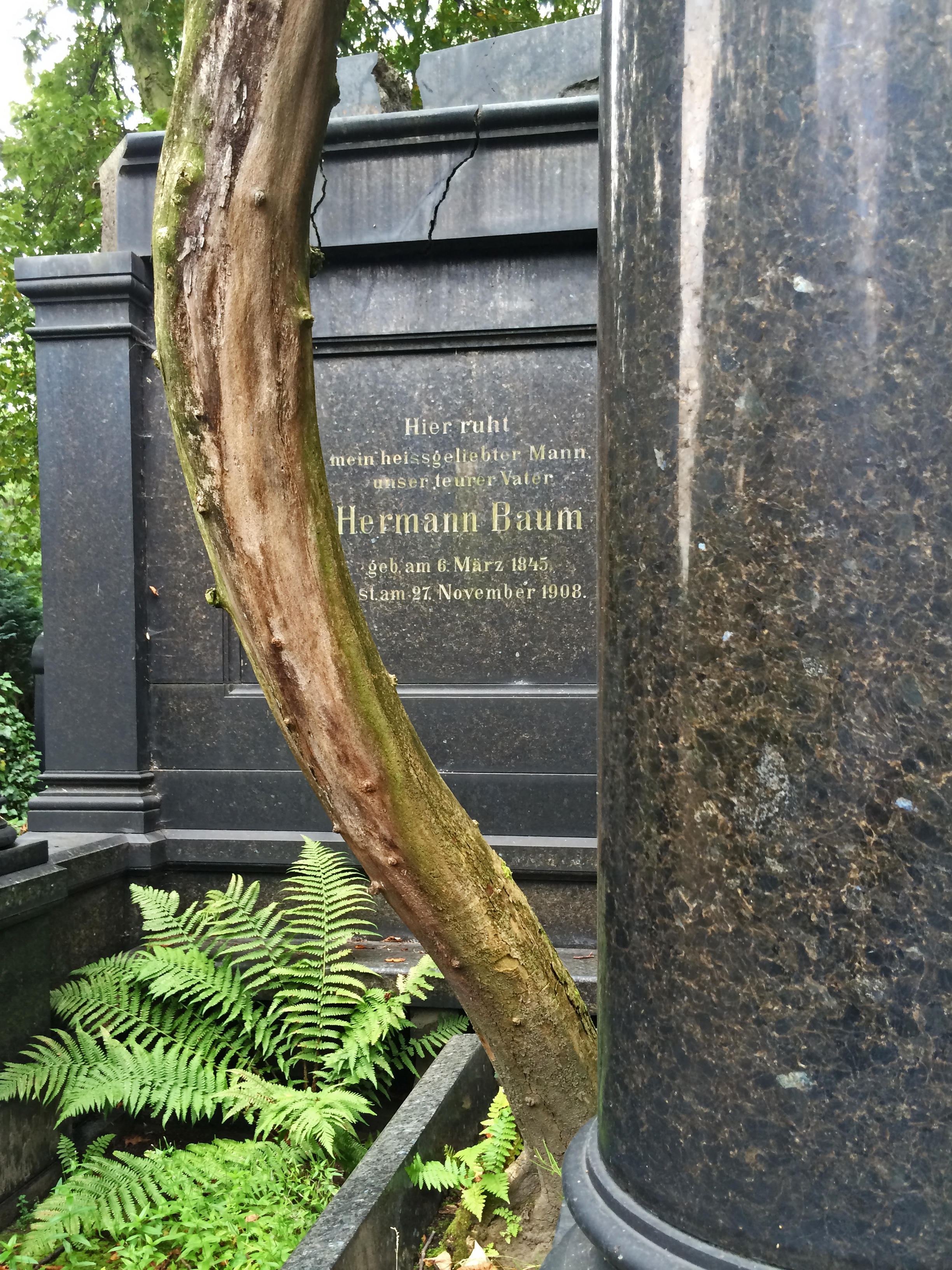
Baum entwächst einer Grabstätte

### Seit 1990
Das stärkere Engagement in den 1980er Jahren wie die verstärkten Anstrengungen nach der Wiedervereinigung 1990 reichten nicht aus, um dem Friedhof eine würdige Form zu erhalten. Waren in den 1920er Jahren etwa 200 Angestellte für die Pflege des Friedhofs zuständig, so gab es in den 1980er Jahren nur 16 Festangestellte. Nach 1990 wurden es noch weniger, deren Anzahl durch ABM- und MAE-Kräfte aufgestockt werden konnte.
Der Vorplatz am Haupteingang erhielt 1995 den Namen von Markus Reich, dem Begründer der Israelitischen Taubstummenanstalt.
Die Jüdische Gemeinde schätzte den Finanzbedarf zur kompletten Restaurierung der Friedhofsanlage auf 40 Millionen Euro (Stand um 2005). Aus Anlass des 125. Jahrestages der Eröffnung des Friedhofes richtete die Jüdische Gemeinde zu Berlin im September 2005 einen Appell an die Bundesregierung, sich stärker für den Erhalt des Friedhofs zu engagieren, und schlug vor, ihn in die UNESCO-Welterbeliste eintragen zu lassen. Diese Forderung wurde auch vom Berliner Regierenden Bürgermeister Klaus Wowereit unterstützt. Der Appell führte dazu, dass das Land Berlin im Jahr 2010 mit einer umfassenden Sanierung der Friedhofsmauer begonnen hat. Von den insgesamt 2785 Metern wurden bis zum April 2013 1650 Meter instand gesetzt, wofür eine Summe von knapp zwei Millionen Euro investiert wurde. Die Rekonstruktion der 1880 errichteten Friedhofsmauer ist eine wichtige Grundlage für den Erhalt der Grabmäler und Mausoleen der Begräbnisstätte. Den Abschluss der ersten Phase der Sanierungsarbeiten begingen der damalige Stadtentwicklungssenator Michael Müller und der Vorsitzende der Jüdischen Gemeinde Berlins Gideon Joffe am 24. April 2013. In einer weiteren Phase sollten noch einmal 500.000 Euro ausgegeben werden.
Außerdem konnten weitere Bereiche wie zehn bedeutende Wandgrabanlagen saniert werden, deren Gesamtkosten von 284.000 Euro vom Bund, vom Land Berlin und von der Jüdischen Gemeinde selbst übernommen wurden. Zusätzlich zu den Originalteilen der Friedhofsmauer wurden die in den 1970er Jahren entlang der Indira-Gandhi-Straße aufgestellten Betonplatten mit einstrukturierten symbolisierten jüdischen Leuchtern restauriert und gegen wilde Graffiti geschützt (Phase 2 der Mauersanierung).
Auf dem Friedhof waren seit 1988 notdürftig die letzten erhaltenen Grabsteine und Gedenktafeln des jüdischen Friedhofs in der Großen Hamburger Straße aus Berlin-Mitte gelagert. Sie befinden sich seit Ende 2009 wieder am alten Standort an der Großen Hamburger Straße. Es handelt sich um die ältesten erhaltenen Dokumente der 1671 gegründeten Berliner Gemeinde; 20 Steine entstanden in den ersten Jahren seit 1672. Die barocken Denkmäler waren um 1880 in die Südmauer des alten Friedhofs eingelassen worden und hatten so die Zerstörung des Friedhofs 1943 überstanden. Seit 2002 existiert der Förderverein Jüdischer Friedhof e. V., dessen Vorsitz Hermann Simon vom Centrum Judaicum Stiftung Neue Synagoge innehat.
Am 3. Oktober 1999 fand eine Schändung des Friedhofs statt, bei der über hundert Grabsteine zerstört wurden. Die Täter konnten nicht ermittelt werden. Einige Steinmetzen erklärten sich bereit, die Steine unentgeltlich zu reparieren. Einer von ihnen erhielt danach telefonische Morddrohungen, schließlich zerstörten Unbekannte seine Werkstatt. Eine Spendenaktion der Amadeu Antonio Stiftung hat dem Steinmetzen einen Teil des Schadens ersetzt.
Die ehemals freigehaltene Straßentrasse wird seit 1990 auch wieder für Beisetzungen genutzt.

## Grabstätten bekannter Persönlichkeiten

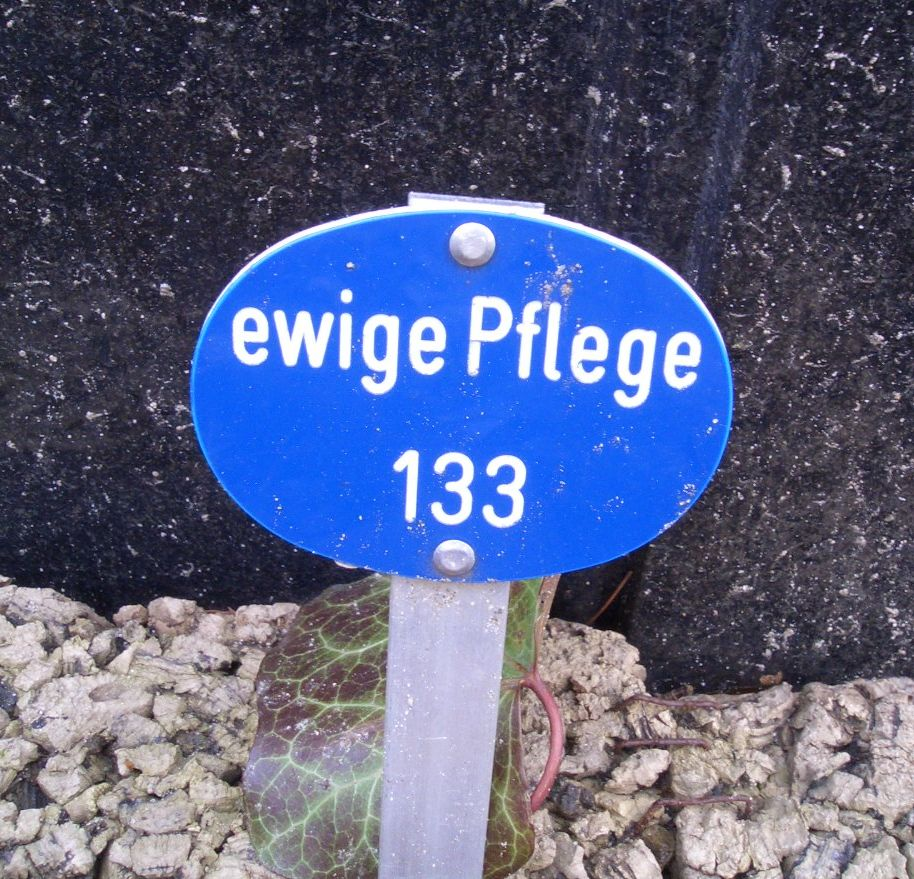
Grabstecker Ewige Pflege für besonders verdienstvolle Mitglieder der jüdischen Gemeinde

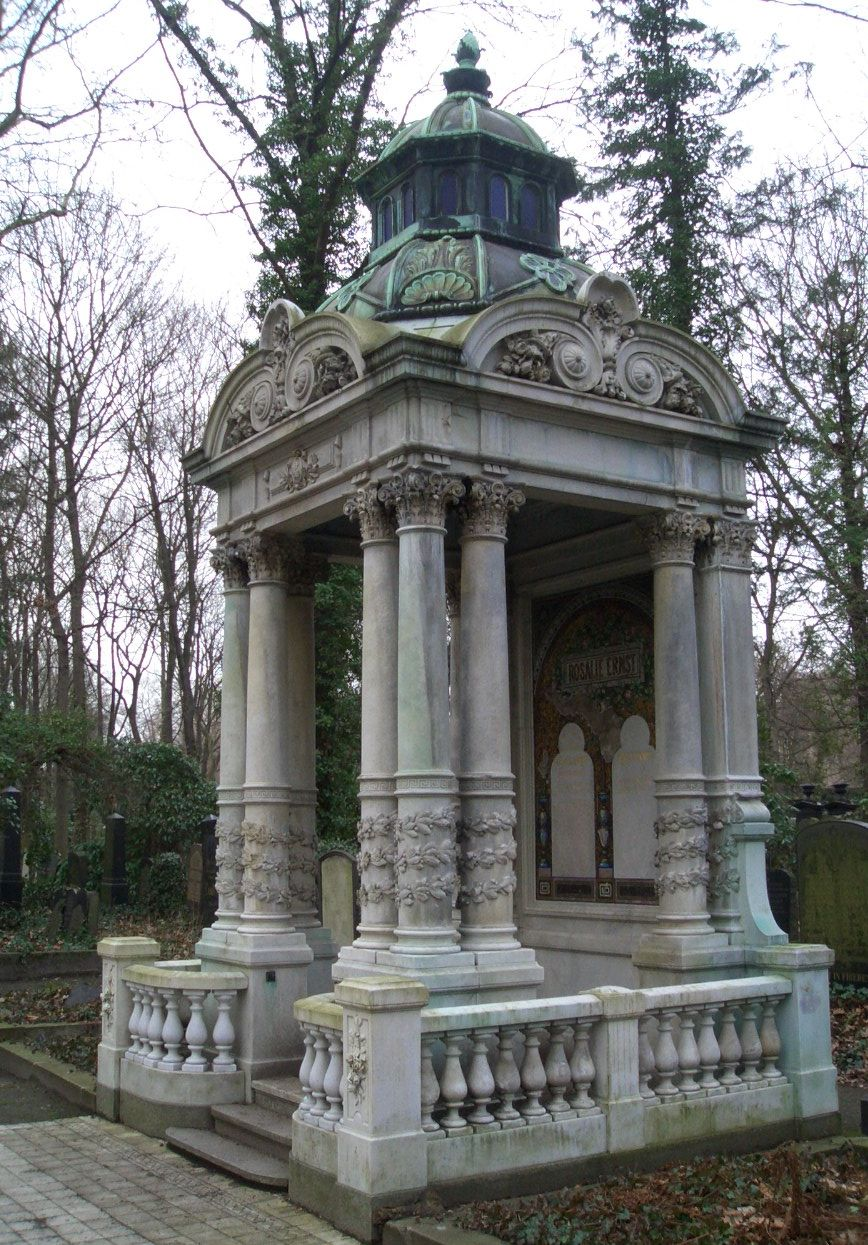
Adolf Ernst
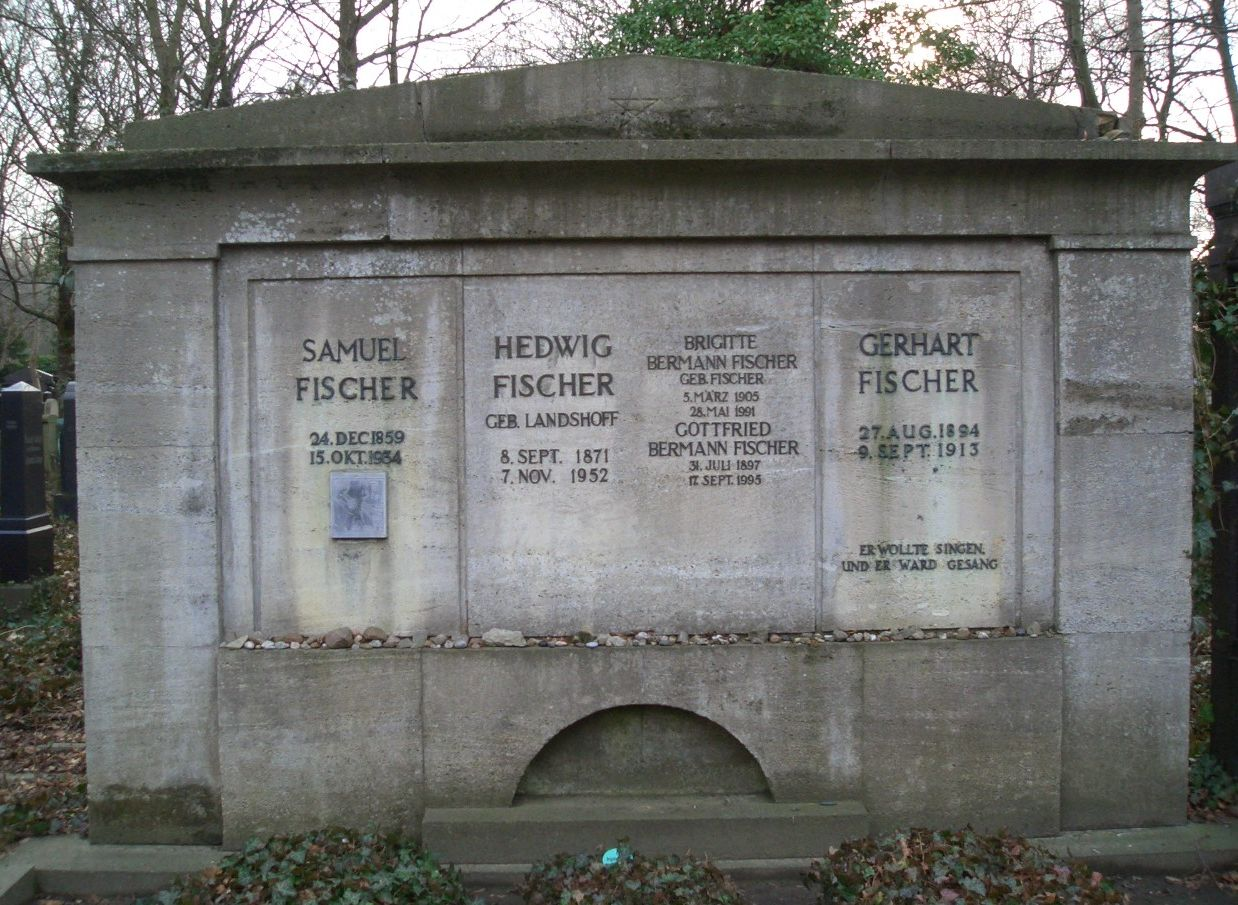
Fam. Samuel Fischer
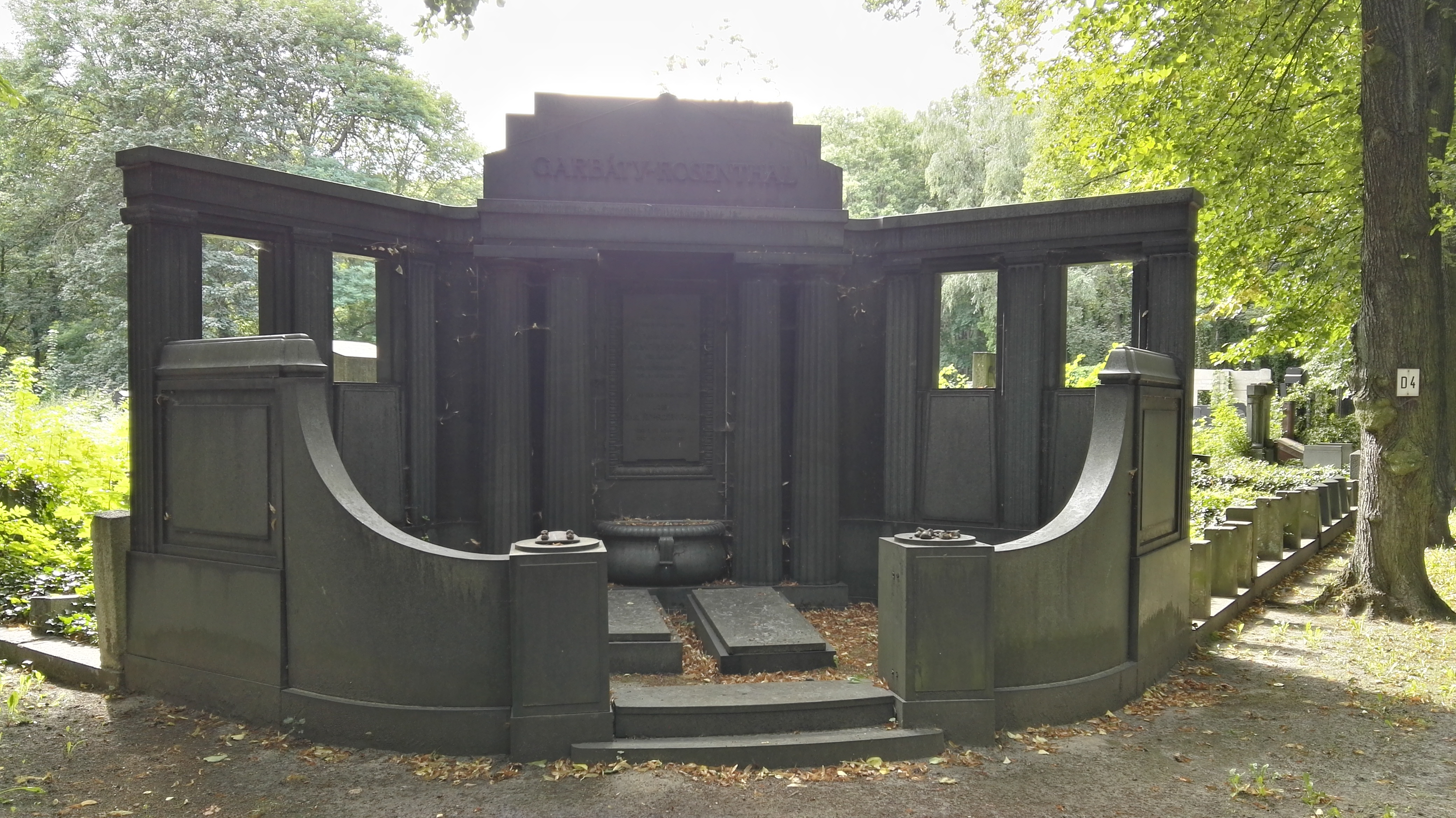
Josef Garbáty
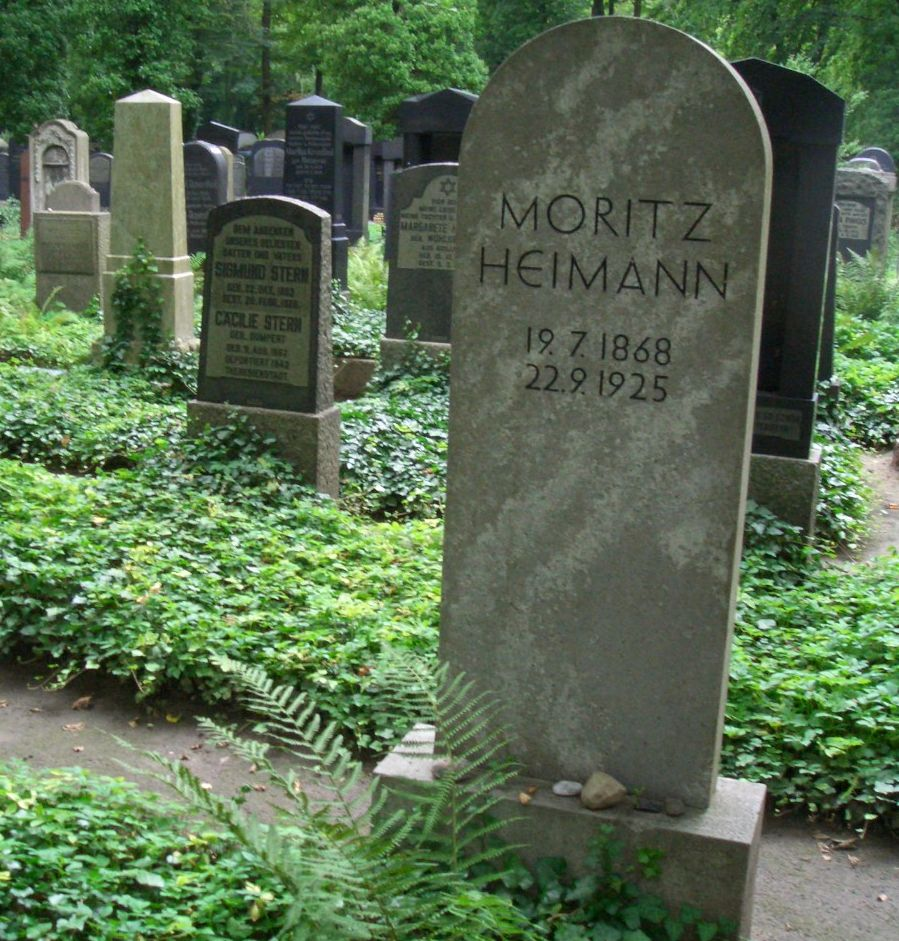
Moritz Heimann
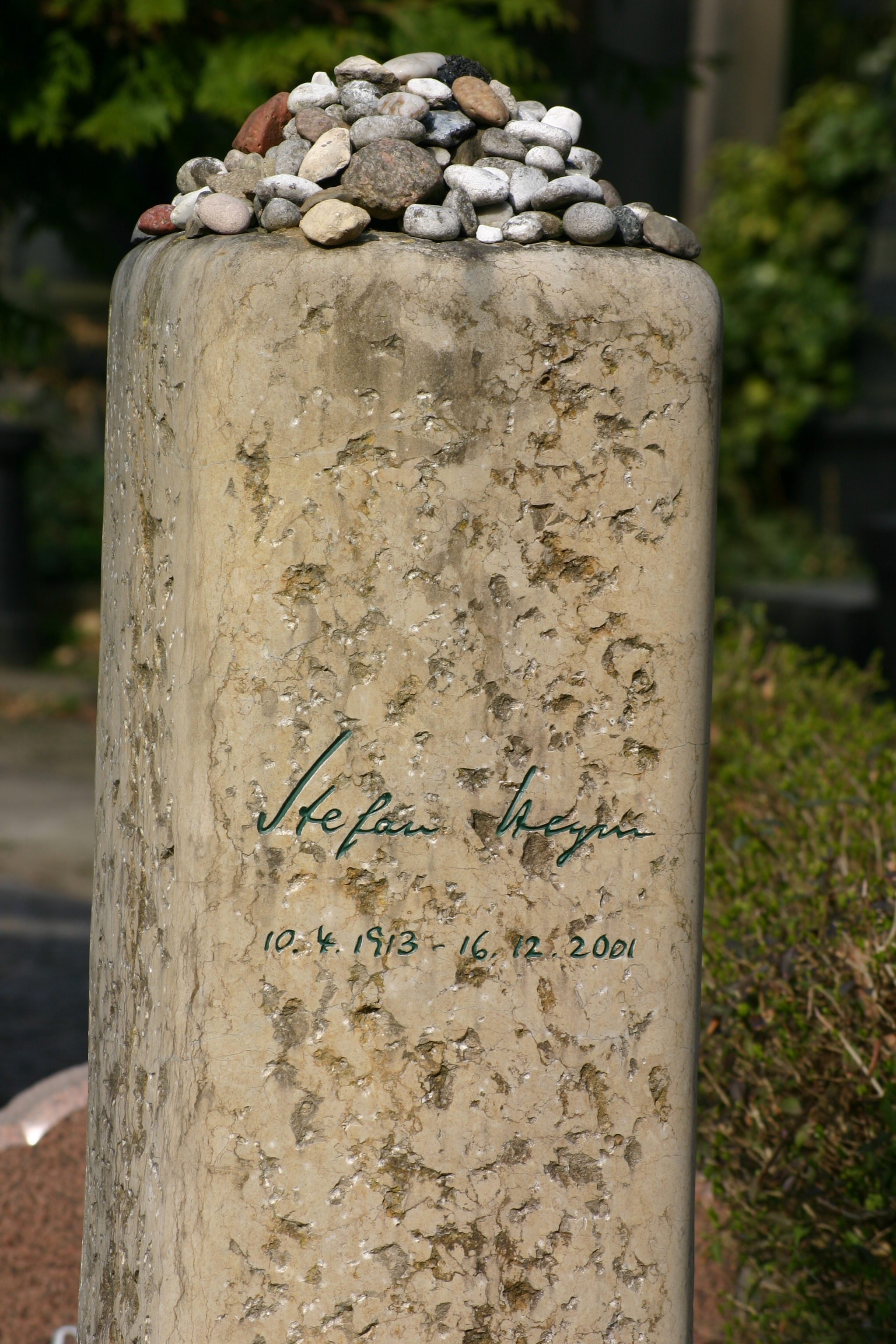
Stefan Heym
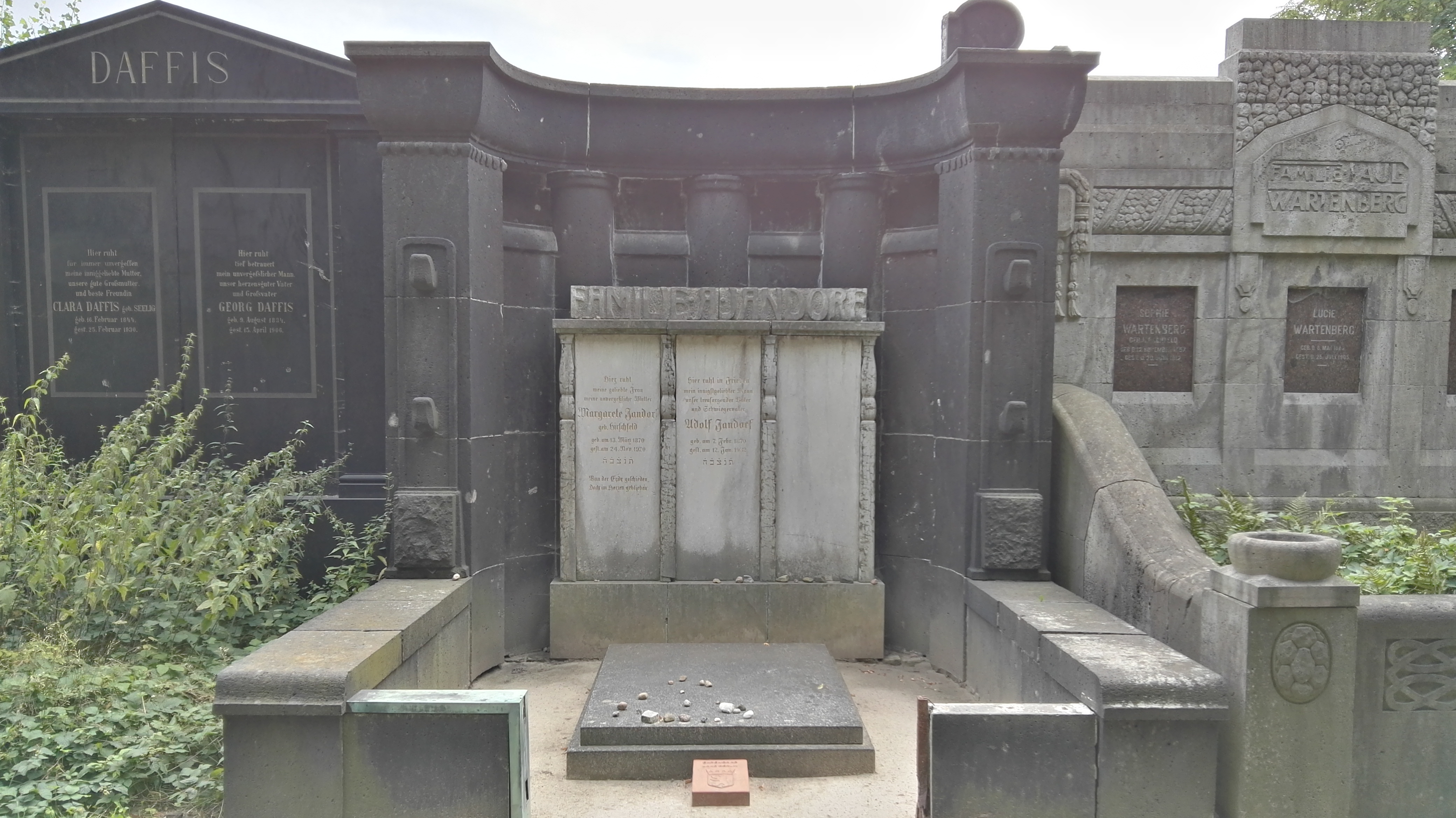
Ehrengrab Fam. Jandorf
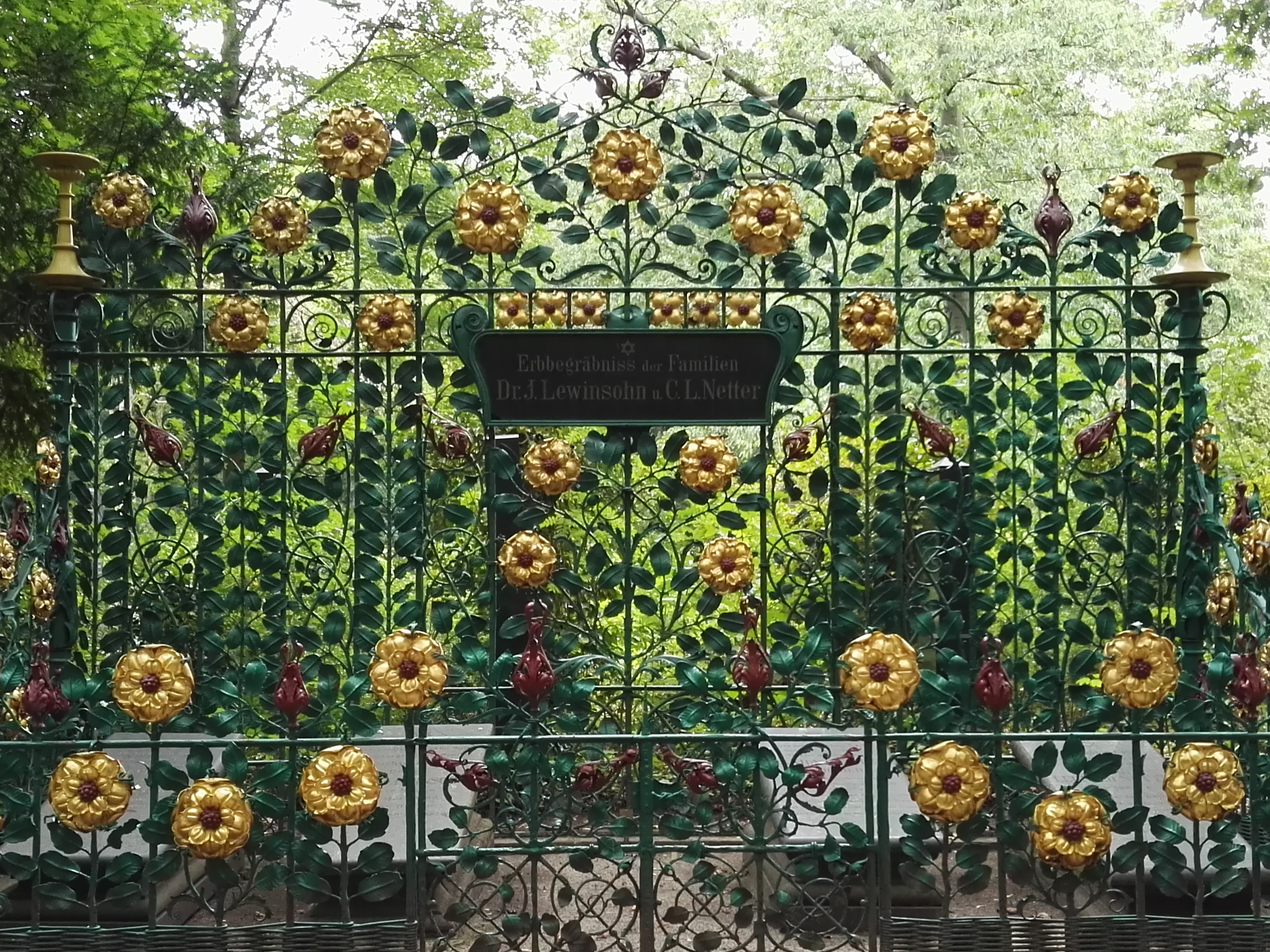
Fam. Carl Leopold Netter
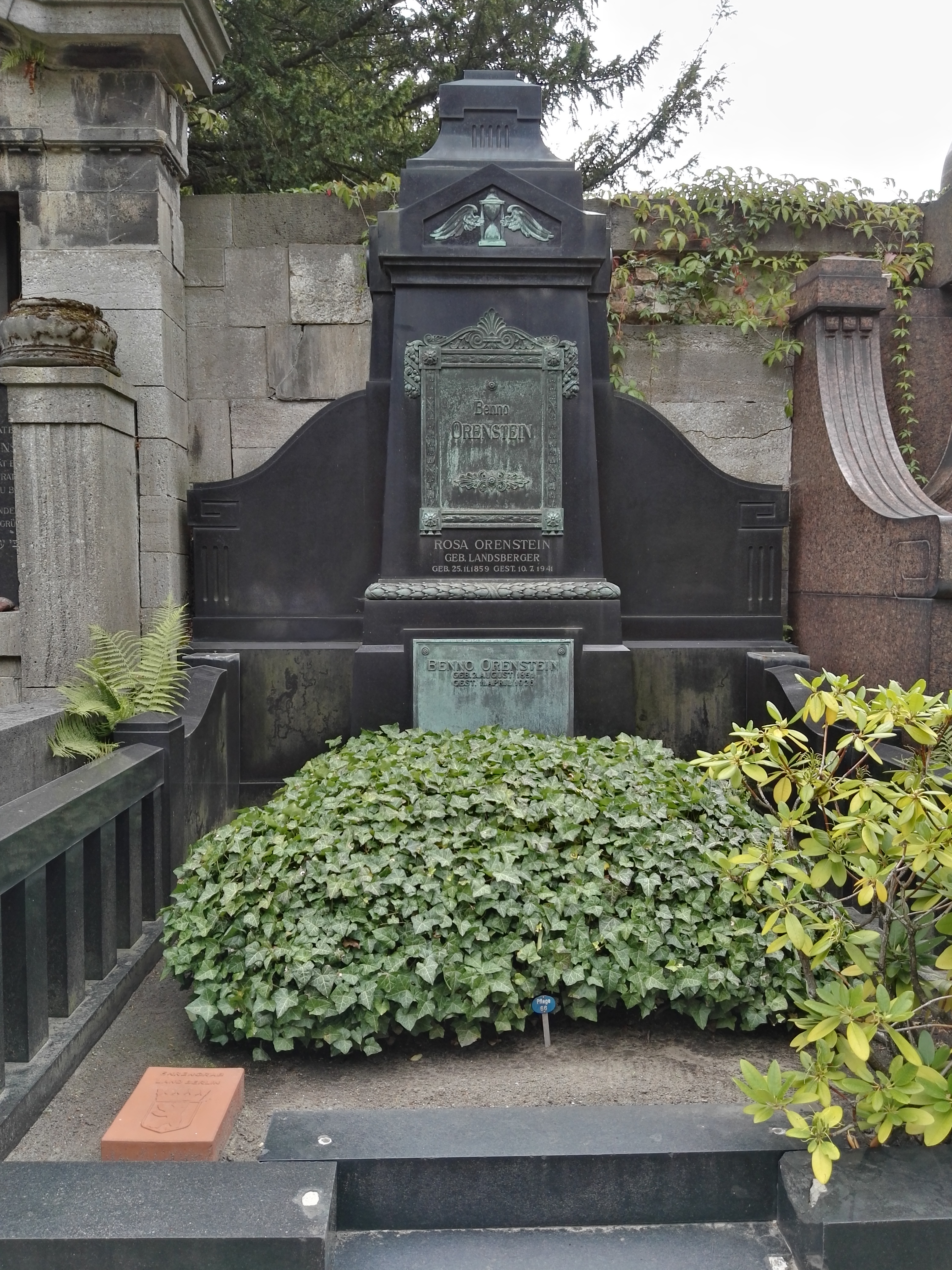
Benno Orenstein (Ehrengrab Berlin)
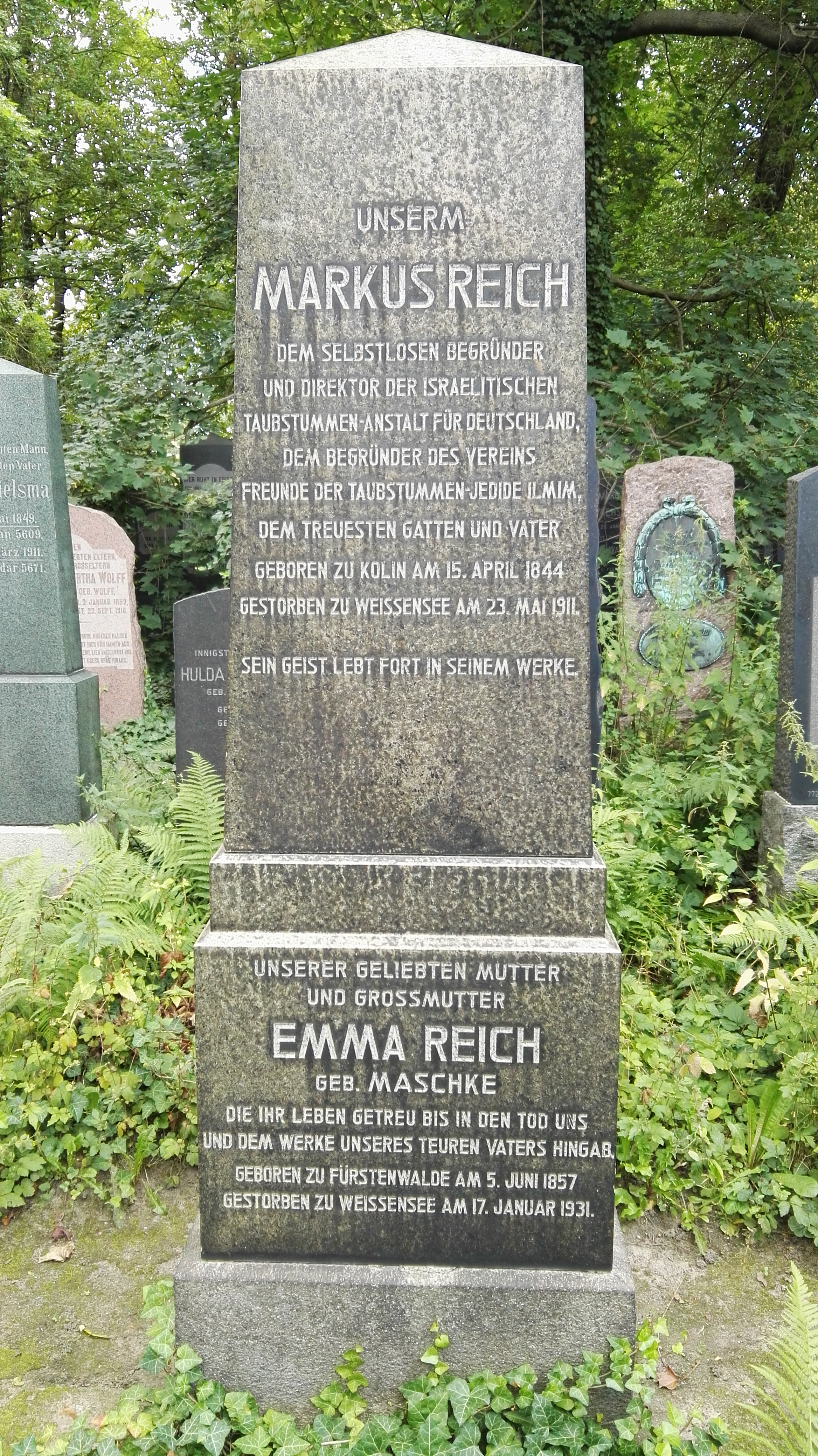
Markus Reich (Ehrengrab Berlin)
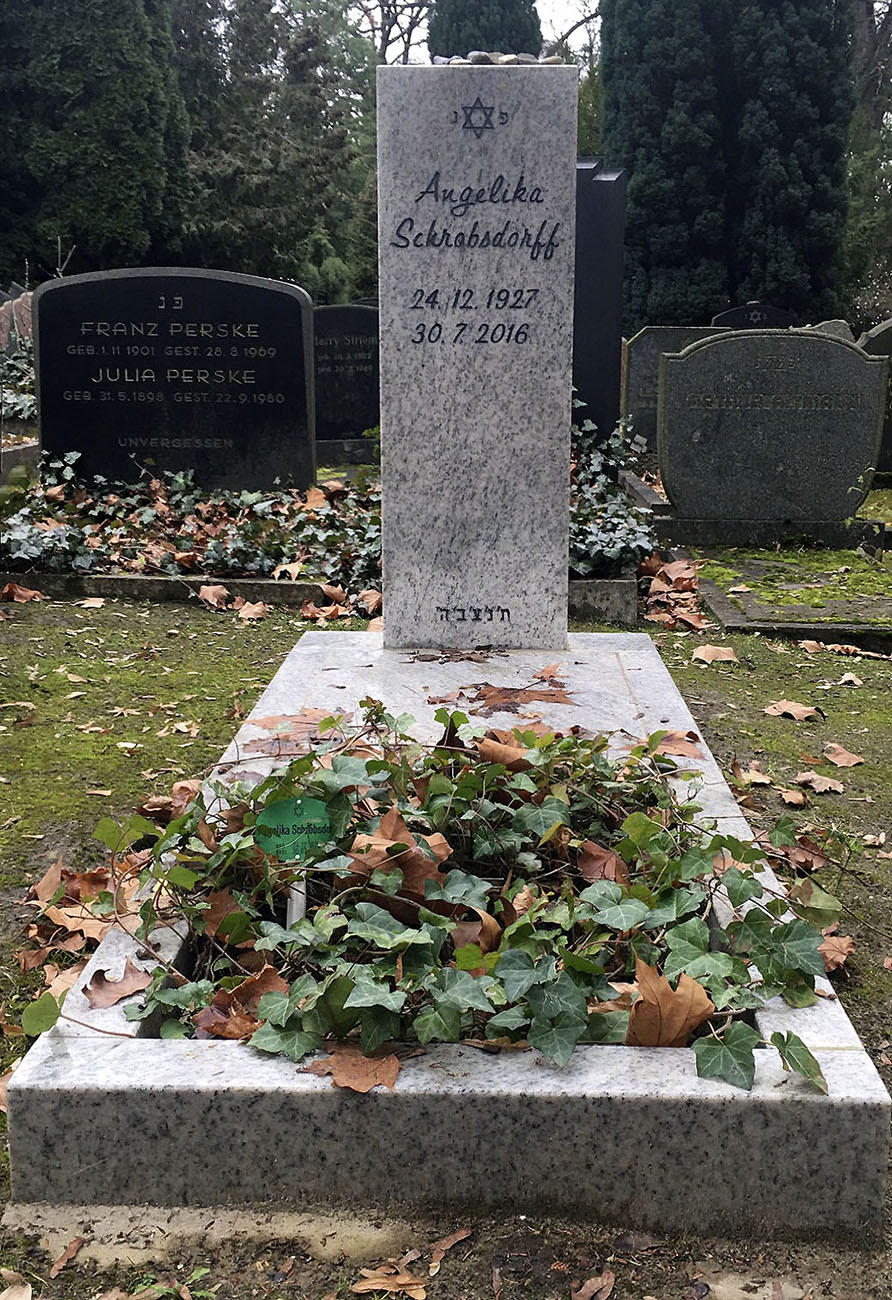
Angelika Schrobsdorff
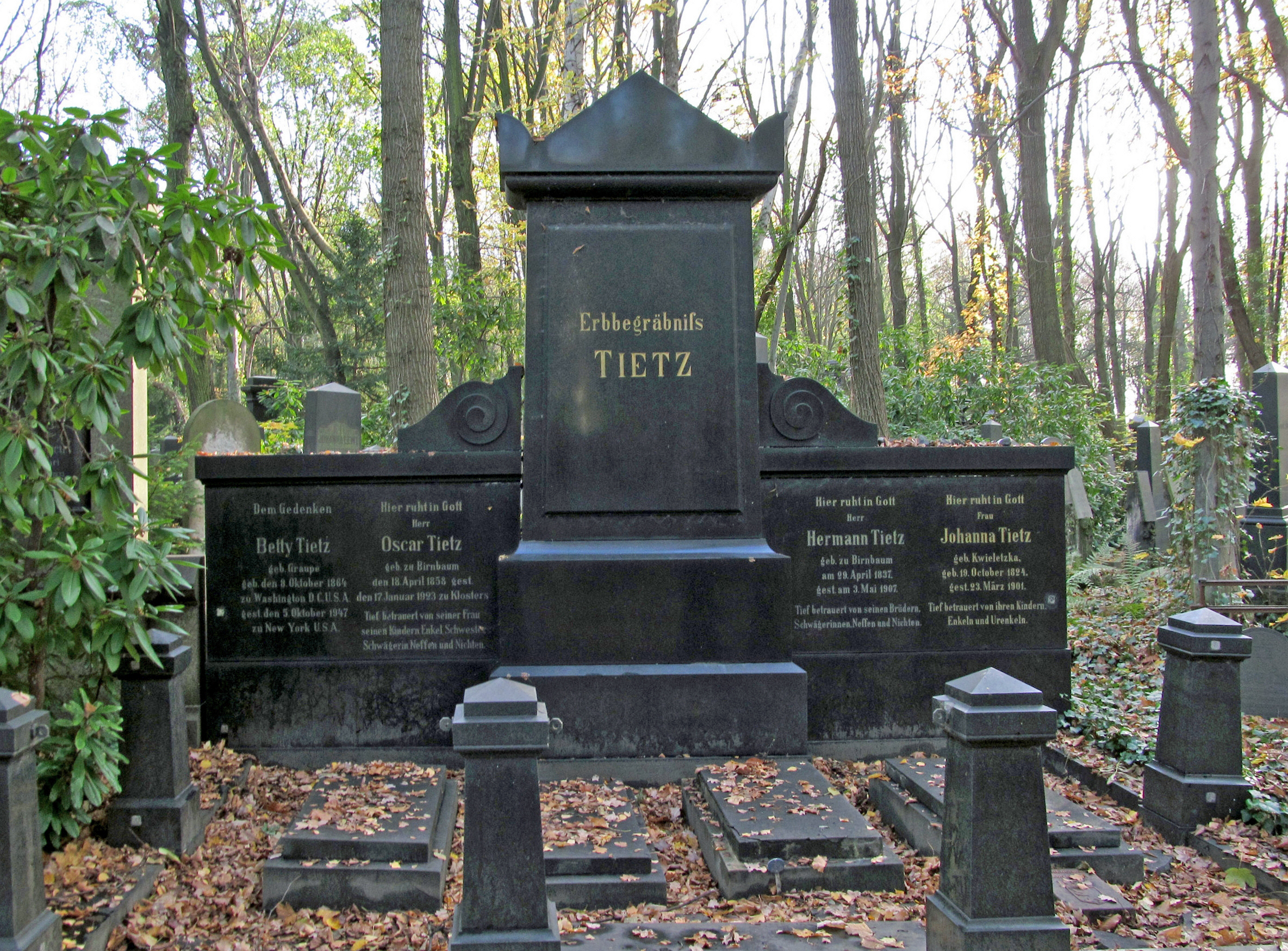
Fam. Tietz
Lesser Ury (Ehrengrab Berlin)

- Hermann Aron (1845–1913), Forscher, Hochschullehrer, Erfinder und Unternehmer auf dem Gebiet der Elektrotechnik
- Sigmund Aschrott (1826–1915), Kaufmann, Verleger und Stadtplaner
- Leo Baeck (1873–1956), Rabbiner, nur Gedenkstein, Grab in London
- Natalie Baeck (1878–1937)
- Michael Josef Bin-Gorion (1865–1921), hebräischer Schriftsteller
- Julius Berger (1862–1943), Kommerzienrat, Unternehmer, Begründer der Julius Berger Tiefbau AG JBTAG
- Herbert Baum (1912–1942), antifaschistischer Widerstandskämpfer
- Moritz Becker (1830–1901), Bergwerkunternehmer
- Samuel Bellachini (1827–1885; eigentlich Samuel Berlach), Zauberkünstler
- Martin Bendix (1843–1915), Schauspieler
- Leo Berg (1862–1908), Literaturkritiker, Essayist und Journalist
- Simon Bernferd (1860–1940), Rabbiner
- Carl und Felicie Bernstein (Carl Bernstein (1842–1894), Felicie, geborene Rosenthal (1852–1908)), Kunstsammler
- Philipp Bloch (1841–1923), Rabbiner
- Oscar Blumenthal (1852–1917), Schriftsteller, Kritiker und Bühnendichter
- Paul Philipp Blumenreich (1849–1907), Schriftsteller, Journalist und Buchhändler. Mitbegründer und Direktor des 1896 erbauten Theaters des Westens in Berlin
- Lothar Brieger (1879–1949), Kunsthistoriker
- Franziska Bruck (1866–1942) Floristin
- Jeffrey Burns (1950–2004), US-amerikanischer Pianist
- David Cassel (1818–1893), Schriftsteller, Erforscher der Hebräischen Sprache
- Oskar Cassel (1849–1923), Politiker und Vorsitzender des Verbandes deutscher Juden
- Felix Coblenz (1863–1923), Pädagoge und Rabbiner der jüdischen Reformgemeinde
- Hermann Cohen (1842–1918), Professor der Philosophie, insbesondere der Logik
- Alfons Fedor Cohn (1878–1933), Schriftsteller, Übersetzer, Herausgeber
- Jean Dufresne (1829–1893), Berliner Schachmeister und -autor
- Fanny Einstein (1852–1926), Schwiegermutter von Albert Einstein
- Rudolf Einstein (1843–1926), Schwiegervater von Albert Einstein
- Hilde Eisler (1912–2000), Journalistin, langjährige Chefredakteurin der beliebten DDR-Zeitschrift Das Magazin
- Sally Epstein (1907–1935), Malergehilfe
- Julius Falkenstein (1879–1933), Schauspieler
- György Fehéri (1953–2011), Universitätsdozent für ungarische Literatur, Mitarbeiter am Collegium Hungaricum Berlin
- Samuel Fischer (1859–1934), Verleger, Gründer des S. Fischer Verlags
- Albert Fraenkel (1848–1916), Mediziner
- James Fraenkel (1859–1935), Nervenarzt und Berliner Kommunalpolitiker
- Karl Emil Franzos (1848–1904), Schriftsteller
- Philipp Freudenberg (1833–1919), Kaufmann, Geschäftsführer des Berliner Kaufhauses Gerson
- Hugo Friedländer (1847–1918), Journalist, Schriftsteller und Gerichtsberichterstatter
- Margot Friedländer (1921–2025), Holocaust-Überlebende
- Richard Friedländer (1881–1939), Stiefvater von Magda Goebbels
- Josef Garbáty (1851–1939), Berliner Zigarettenfabrikant
- Friedrich Gernsheim (1839–1916), Komponist und Dirigent
- Eugen Goldstein (1850–1930), Physiker
- Alfred Goodman (1919–1999), Komponist, Pianist und Musikwissenschaftler und seine Ehefrau Renate Goodmann
- Moritz Heimann (1868–1925), Schriftsteller und Journalist
- Donat Herrnfeld, 1867–1916, Schauspieler und Theaterautor
- Stefan Heym (1913–2001), Schriftsteller
- Max Hirsch (1832–1905), Verlagsbuchhändler, Politiker und Publizist
- Paul Hirsch (1868–1940), Ministerpräsident des Freistaates Preußen von 1918 bis 1920.
- Julius Hirschberg (1843–1925), Augenarzt
- Senna Hoy (eigentlich Johannes Holzmann 1882–1914), deutscher Anarchist und Schriftsteller
- Mathilde Jacob (1873–1943), Vertraute von Rosa Luxemburg
- Gustav Jacobsthal (1845–1912), Musikforscher und erster ordentlicher Professor für Musikwissenschaft im Deutschen Reich
- Max Jaffé (1841–1911), Pharmakologe und Mediziner
- Adolf Jandorf (1870–1932), Gründer einer Warenhauskette, u. a. des KaDeWe
- Jacques Joseph (1865–1934), Plastischer Chirurg
- Dora Kacnelson (1921–2003), Literaturwissenschaftlerin und Journalistin
- Salomon Kalischer (1844–1924), Physiker
- Gustav Karpeles (1848–1909), Publizist
- Isidor Kastan (1840–1931), Journalist und Arzt
- Berthold Kempinski (1843–1910), Weinhändler, Namensgeber der Kempinski-Hotelgruppe
- Moritz Kirstein (1830–1896), Mediziner
- Arthur Koppel (1851–1908), Unternehmensgründer Orenstein & Koppel
- Günter Kunert (1929–2019), Lyriker und Schriftsteller
- Max Landsberg (1850–1906), Bildhauer
- Elisabeth (Lisa) Lang (1894–1920), erste Ehefrau des Filmregisseurs Fritz Lang
- Bertold Lasker (1860–1928), Berliner Schachmeister, Bruder von Weltmeister Emanuel Lasker
- Alfred Lemm (1889–1918), Essayist und Schriftsteller
- Louis Lewandowski (1821–1894), Komponist und Chordirigent
- Max Lewandowsky (1876–1918), Neurologe
- Louis Lewin (1850–1929), Begründer der Industrietoxikologie und Drogenforschung
- Bernhard Loeser (1835–1901), Unternehmer
- Leopold Loewenherz (1847–1892), Physiker
- Ursula Mamlok (1923–2016), deutsch-US-amerikanische Komponistin
- Paul Mankiewitz (1857–1924), Bankier, Vorstandssprecher der Deutschen Bank
- Jenny Meyer (1834–1894), Sängerin, Direktorin des Stern’schen Konservatoriums
- Leonid Mezheritski (1930–2007), ukrainischer und israelischer Kunstmaler
- Lina Morgenstern (1830–1909), Schriftstellerin und Sozialarbeiterin, bekannt als „Suppen-Lina“
- Rudolf Mosse (1843–1920), Zeitungsverleger
- Carl Leopold Netter (1864–1922), Unternehmer und Mäzen
- Salomon Neumann (1819–1908), Armenarzt und Statistiker
- Benno Orenstein (1851–1926), Unternehmensgründer Orenstein & Koppel
- Eugen Panofsky (1855–1922), Bankier und Berliner Kommunalpolitiker
- Martin Philippson (1846–1916), Historiker
- Arno Philippsthal (1887–1933), Arzt aus Biesdorf und Opfer der SA
- Markus Reich (1844–1911), Pädagoge
- Martin Riesenburger (1896–1965), Rabbiner
- Immanuel Heinrich Ritter (1825–1890), Rabbiner, Historiker, Buchautor und Übersetzer
- Hans-Joachim Schoeps (1909–1980), Historiker
- Werner Scholem (1895–1940), KPD-Politiker, Reichstagsabgeordneter, im KZ ermordet (daher nur Gedenkstein)
- Angelika Schrobsdorff (1927–2016), Schriftstellerin
- Joseph Schwarz (1880–1926), Kammersänger
- Tom Seidmann-Freud (1892–1930), Kinderbuch-Autorin
- Moritz Sobernheim (1872–1933), Orientalist und Politiker
- Meier Spanier (1864–1942), Pädagoge und Germanist
- Hermann Staub (1856–1904), Rechtsanwalt und Rechtspublizist
- Moritz Steinschneider (1816–1907), Orientalist
- Heymann Steinthal (1823–1899), Philosoph
- Julius Stern (1820–1883), Komponist, Musikpädagoge
- Ferdinand Straßmann (1838–1931), Mediziner, Ehrenbürger Berlins
- Hermann Tietz (1837–1907), Warenhausgründer
- Oscar Tietz (1858–1923), Warenhausbesitzer
- Alex Tucholsky (1855–1905) und Doris Tucholsky (1869–1943, die Eltern von Kurt Tucholsky; Doris Tucholsky starb im KZ Theresienstadt, ihre tatsächliche Grabstätte ist unbekannt)[17]
- Else Ury (1877–1943), Kinderbuchautorin
- Lesser Ury (1861–1931), Maler und Grafiker
- Oscar Wassermann (1869–1934), Bankier
- Gotthilf Weisstein (1852–1907), Schriftsteller und Journalist
- Joseph Weizenbaum (1923–2008), Computerpionier und Gesellschaftskritiker
- Alfred Ludwig Wieruszowski (1857–1945), Jurist am Oberlandesgericht Köln und Professor an der Universität zu Köln
- Julius Wolff (1836–1902), Geheimer Medizinalrat, Mitbegründer der wissenschaftlichen Orthopädie
- Theodor Wolff (1868–1943), Schriftsteller und Journalist

## Film
- Der DEFA-Dokumentarfilm Erinnern heißt leben (1988) der Regisseurin Róza Berger-Fiedler zeigt ein Porträt des Friedhofs.
- Im Himmel, unter der Erde: Der Jüdische Friedhof Weißensee. Dokumentarfilm von Britta Wauer. Deutschland 2011. Mit William Wolff.[18][19]
- In Unorthodox, einer Mini-Serie von Netflix, spielt eine Szene auf dem Friedhof.